# Conus kerstitchi
Conus kerstitchi é uma espécie de gastrópode do gênero Conus, pertencente a família Conidae.